# Metallica
Metallica je američki thrash metal sastav iz Los Angelesa, osnovan 1981. godine. Sastav je osnovan kada je James Hetfield odgovorio na oglas koji je u lokalnim novinama objavio bubnjar Lars Ulrich. Postava Metallice uglavnom se sastojala od Ulricha, ritam gitarista i vokala Jamesa Hetfielda i vodećeg gitarista Kirka Hammetta, dok je mjesto basista upotpunilo nekoliko osoba (Cliff Burton, Jason Newsted). Potonju ulogu od 2003. obnaša Robert Trujillo. 
Metallicine ranije uratke obilježavali su brzi tempo, instrumentali i općenito agresivno sviranje što ih je svrstavalo u skupinu "velike četvorke" thrash metala zajedno s Slayerom, Megadethom i Anthraxom. Sastav je stekao rastuću bazu obožavatelja u glazbenoj "underground" zajednici i na kritičkoj sceni objavom albuma Master of Puppets koji je opisan kao jedan od najutjecajnijih thrash metal albuma. Značajan komercijalni uspjeh postigli su albumom Metallica (poznat i kao The Black Album – Crni album), kojim su debitirali kao broj jedan na ljestvici Billboard 200. Ovom objavom, sastav je i prošitio svoj glazbeni stil što je rezultiralo da je bio bolje prihvaćen kod mainstream slušatelja.
Godine 2000., Metallica je bila jedna od nekoliko glazbenika koji su podignuli tužbe protiv Napstera zbog besplatnog dijeljenja autorskim pravima zaštićenog materijala, bez njihovog dopuštenja. Nagodba je kasnije postignuta tako što je Napster postao plaćena usluga. Unatoč postizanju broja jedan na Billboard 200, objava St. Angera je "odvratila" mnoge obožavatelje zbog ispuštanja gitarskih solo dionica i "steel-sounding" bubnjeva. Album je popratio i film Some Kind of Monster koji je dokumentirao njegovo snimanje.
Metallica je objavila jedanaest studijskih albuma, četiri koncertna, dva EP-a, 24 glazbena videa i 45 singlova. Osvojili su devet nagrada Grammy dok im je pet uzastopnih albuma debitiralo na prvom mjestu Billboard 200, Spomenuti album Metallica iz 1991., prodan je u 11 milijuna primjeraka u Sjedinjenim Država i 22 milijuna primjeraka diljem svijeta što ga je učinilo 25. najprodavanijim albumom u državi.
Sastav je, zaključno s objavom svog pretposljednjeg albuma Death Magnetic, prodao oko 100 milijuna albuma diljem svijeta.

## Povijest

### Osnivanje
Metallicu su 1981. godine u Los Angelesu, Kaliforniji osnovali bivši tenisač Lars Ulrich iz Gentőftea, Danske, i gitarist i vokalist James Hetfield iz Downeyja, Kalifornije, koji su se sreli nakon što su nezavisno objavili oglase u Američkom časopisu "The Recycler". Basist Ron McGovney, također iz Downeyja, bio je uz njih originalni član, dok je sastav koristio par prolaznih gitarista, kao Brada Parkera i Jeffa Warnera, tijekom sastavljanja četveročlane postave. Naziv sastava je smišljen kad je bubnjar Lars Ulrich pomagao prijatelju Ronu Quintani izabrati ime za svoj novi časopis sa svrhom promocije metala. Quintana je smislio naziv Metallica, ali je Lars brzo smislio novi i zadržao taj za sastav kojeg je nedavno započeo s Jamesom Hetfieldom.
Početkom 1982. Metallica je snimila "Hit the Lights" za prvu kompilaciju heavy metal sastava pod nazivom "Metal Massacre". Gitarist Lloyd Grant je doveden zbog soloa na pjesmi, ali nikad nije bio puni član sastava. U potrazi za stalnim glavnim gitaristim, Ulrich je objavio oglas u lokalnim novinama. Dave Mustaine, iz Huntington Beacha, Californije, gitarist iz sastava Panic, se javio i pri dolasku započeo testiranje. Ulrich i Hetfield su bili toliko zadivljeni njegovim instrumentima da su ga odmah pitali da uđe u sastav. Tijekom idućih mjeseci sastav je snimio demo No Life 'Til Leather, koji je ubrzo privukao pozornost diljem obližnjih poklonika metala. Tada je već u sastavu svirao basist Cliff Burton, iz Castro Valleya Californije, namamljen iz svog sastava Trauma, u zamjenu za preseljenje ostatka članova sastava u San Francisco.
Nakon dolaska u El Cerrito, Grofovije Contra Costa, California (preko puta zalijeva od San Francisca), sastav je ubrzo stekao znatnu pratnju na Bay Area Thrash sceni, putem širenja vijesti te nastupa uživo. U 1983. Metallica je otputovala u New York na nagovor tamošnjih promotera Jona i Marshe Zazule, a nakon prvih par nastupa sastav je potpisao ugovor sa Zazulinom novom diskografskom kućom, Megaforce Records, koja je izdala njihova prva dva albuma. Ubrzo nakon dolaska u New York, Mustaine je otpušten zbog sukoba s ostalim članovima (nadmetanja s Jamesom na području popularnosti, fizičkih sukoba s ostalim članovima i sl.) i teškog alkoholizma te drugih ovisnosti. Kirk Hammett je pozvan iz Exodusa da ga zamijeni. Mustaine je kasnije nastavio svoju karijeru osnovavši Thrash Metal sastav Megadeth.
Metallicin prvi album, Kill 'Em All, je postavio primjer koji su pratili tijekom 1980ih, predstavljajući Jamesov "heavy" glas te njegovu agresivnu ritam gitaru. Godinu dana kasnije, njihov sljedeći album, Ride the Lightning, proširio je i usavršio njihov stil s dužim pjesmama koje su predstavljale i instrumentalne i liričke kompozicije koje su se izdizale iznad mladenačkijih pjesama na albumu Kill 'Em All. Možda najznačajnija odrednica Ride the Lightning-a je bio dodatak pjesme "Fade to Black", sporije, unutarnje pjesme koja se bazirala na mislima čovjeka koji pomišlja na samoubojstvo. "Fade to Black" je bila prva takva pjesma u slijedu koji će kasnije sadržavati "Welcome Home (Sanitarium)" i "One". Dodatak ovih sporijih, introspektivnih pjesama je razlikovao Metallicu od drugih Thrash Metal sastava, od kojih su najznačajniji bili Anthrax, Slayer i Megadeth.
Neki su smatrali osnivanje Metallice direktnom reakcijom na dominantnu Rock'n'Roll glazbu ranih 1980ih. Inspirirani sastavima kao što su Motorhead, Diamond Head (Metallica je zapravo sebe i svoj stil uspoređivala s kombinacijom legendarnosti Diamond Heada i stila Motörheada, humoristični tvrdeći da su dvije glave (head) bolje od jedne.) i Saxon, takozvanim Novim Valom Britanskog Heavy Metala kao i hardcore punk sastavima kao što su Misfits i Discharge, Metallica je težila razbijanju utjecaja Soft Metala na obožavatelje heavy metala.

## Članovi sastava
| Trenutna postava - James Hetfield – ritam gitara, vokali (1981. – danas) - Lars Ulrich – bubnjevi (1981. – danas) - Kirk Hammett – solo gitara, prateći vokal (1983. – danas) - Robert Trujillo – bas-gitara, prateći vokal (2003. – danas) | Bivši članovi - Cliff Burton – bas-gitara (1982. – 1986.) - Jason Newsted – bas-gitara (1986. – 2001.) - Ron McGovney – bas-gitara (1981. – 1982.) - Dave Mustaine – solo gitara (1982. – 1983.) |

## Diskografija
Studijski albumi
- Kill 'Em All (1983.)
- Ride the Lightning (1984.)
- Master of Puppets (1986.)
- ...And Justice for All (1988.)
- Metallica (1991.)
- Load (1996.)
- ReLoad (1997.)
- St. Anger (2003.)
- Death Magnetic (2008.)
- Hardwired... to Self-Destruct (2016.)
- 72 Seasons (2023.)

## Vanjske poveznice
- Službena stranica